# Rosetta Crawford
Rosetta Crawford (* um 1900; † nach 1939) war eine US-amerikanische Blues-Sängerin.
Crawford spielte zwischen 1923 und 1924 verschiedene Schallplatten ein (die erste mit Sidney Bechet und Clarence Williams) und hatte 1939 ein kurzes Comeback, als sie vier Plattenseiten mit Tommy Ladnier, Mezz Mezzrow und James P. Johnson aufnahm. Die Titel waren Double-Crossing Papa, I’m Tired Of Fattening Frogs For Snakes, Stop It Joe und My Man Jumped Salty On Me.